# 橘背絲隆頭魚
橘背絲隆頭魚（學名：Cirrhilabrus aurantidorsalis），又稱橘背絲鰭鸚鯛，為輻鰭魚綱鱸形目隆頭魚亞目隆頭魚科的其中一種，分布於印尼海域，棲息深度可達15公尺，本魚體色鮮豔，體亮藍色，背部黃色至橘色，體長可達9公分，棲息在外海礁坡碎石區，成小群活動，生活習性不明。

## 擴展閱讀
維基物種上的相關：橘背絲隆頭魚